# Piazza del Duomo w Pizie
Piazza del Duomo w Pizie (ang. Piazza del Duomo, Pisa, wł. Piazza del Duomo di Pisa) – zespół zabytkowy w Pizie, składający się z 4 arcydzieł architektury średniowiecznej: katedry, baptysterium, kampanili, zwanej „Krzywą Wieżą” oraz cmentarza. Trzy pierwsze znajdują się na obszernym, pokrytym zieloną murawą placu zwanym Piazza dei Miracoli (Plac Cudów). Powierzchnia placu wynosi 8,87 ha, a powierzchnia strefy ochronnej – 254 ha. Zespół został w 1987 roku wpisany na listę światowego dziedzictwa UNESCO.

## Kryteria kulturowe wpisu
Plac katedralny stanowi dziedzictwo kulturowego o wyjątkowej, uniwersalnej wartości. Wypełniające go arcydzieła architektury są świadectwem twórczego ducha XIV wieku i reprezentują zasadniczy etap w historii średniowiecznej architektury, w tym zwłaszcza stylu romańskiego, charakterystycznego dla Pizy. Wpis na Listę Światowego Dziedzictwa UNESCO dokonany został w Paryżu, w dniach 7–11 grudnia 1987 roku na podstawie następujących kryteriów:
- I – Plac stanowi jedyny w swoim rodzaju przykład założenia przestrzennego, na którym znalazły się 4 wyjątkowe arcydzieła architektury: katedra, baptysterium, kampanila i cmentarz.
- II – zabytki Placu znacząco wpłynęły na rozwój architektury i sztuki monumentalnej w dwóch różnych okresach historycznych:

1) od XI wieku do 1284 roku, kiedy ukształtował się nowy model architektury sakralnej Pizy, promieniujący na inne miasta Toskanii (w szczególności Lukki i Pistoi), a także na kościoły Sardynii i Korsyki; 

2) w XIV wieku, kiedy architektura w Toskanii została zdominowana przez monumentalny styl Giovanniego Pisano.
- IV – monumentalny kompleks Placu jest wybitnym przykładem architektury chrześcijańskiego średniowiecza.
- VI – dwa z głównych budynków kompleksu architektonicznego są bezpośrednio i istotnie związane z historią fizyki:
  - obserwacje wychylenia żyrandoli wiszących w katedrze, jakich dokonał Galileusz, zwróciły jego uwagę na oscylację ruchu Ziemi;
  - eksperymenty tego samego uczonego, polegające na zrzucaniu przez niego przedmiotów ze szczytu kampanili, doprowadziły go do sformułowania prawa rządzącego spadaniem ciał[2].

## Zabytki

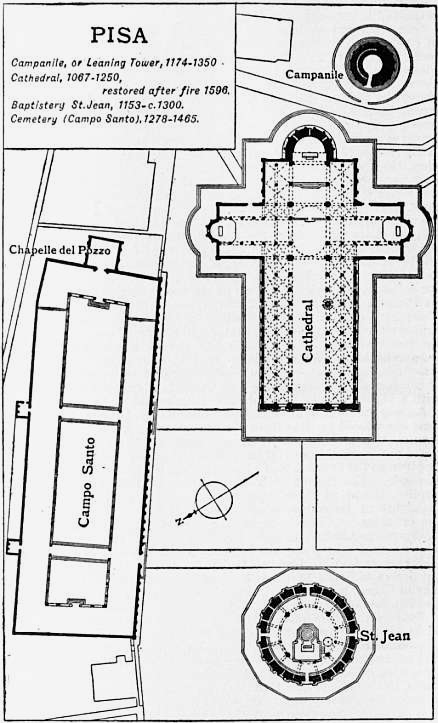
Plan Placu Katedralnego

Rozmieszczenie katedry i baptysterium na placu katedralnym, znanym też jako Campo dei Miracoli (Pole Cudów) wykazuje z jednej strony podobieństwo do analogicznego układu: katedra – baptysterium we Florencji, a z drugiej – do Wzgórza Świątynnego w Jerozolimie, z którą Piza miała wówczas silne powiązania; ówczesny arcybiskup Pizy został patriarchą Jerozolimy, a kontyngent z Pizy wziął udział w I wyprawie krzyżowej. Odpowiednikiem założenia pizańskiego jest na Wzgórzu Świątynnym układ: meczet Al-Aksa, mający formę bazyliki i Kopuła na Skale, oba pełniące wówczas rolę świątyń chrześcijańskich.

### Katedra
Katedra Santa Maria Assunta została założona w 1064 roku dla uczczenia wielkości Pizy, która była wtedy potężną republiką morską. 26 września 1118 katedra została konsekrowana. Jej budowa przebiegała w dwóch etapach.  W pierwszym, zrealizowanym pod kierunkiem architekta Buscheto, powstała oryginalna bazylika z nawą główną i czterema bocznymi oraz z transeptem, składającym się z jednej nawy głównej i dwóch naw bocznych. Na skrzyżowaniu naw zbudowano kopułę. W drugim etapie,zrealizowanym pod kierunkiem Rajnaldo, wydłużono świątynię i zbudowano fasadę. Budowa dobiegła końca w ostatniej ćwierci XII wieku. W 1595 roku katedrę spustoszył katastrofalny pożar, po którym wiele zniszczonych dzieł zastąpiono innymi podejmując zarazem zakrojony na szeroką skalę program dekoracji wnętrza. Fasadę zdobi okładzina z kamiennych bloków, układanych poziomo w pasy, na przemian czarne i białe, zdradzająca  wpływy arabskie. Nawa główna jest obramowana z każdej strony dwoma rzędami monolitycznych kolumn, wykonanych z granitu z Elby. Nawy boczne zostały przekryte sklepieniem krzyżowym, a nawa główna – drewnianym, kasetonowym stropem, który w XVII wieku zastąpił oryginalną, odsłoniętą więźbę dachową. Oświetlenie wnętrza zapewniają łukowe okna. Wnętrze jest bogato dekorowane. Do najważniejszych elementów wyposażenia należą: ambona Giovanniego Pisano (1302–1310), grobowiec cesarza Henryka VII oraz mozaika na sklepieniu apsydy z postacią św. Jana Ewangelisty (1302), autorstwa Cimabue.

### Baptysterium
Baptysterium San Giovanni zostało założone 15 sierpnia 1152 roku w celu udzielania sakramentu chrztu. Powodem, dla którego tak fascynująca i zagadkowa budowla została zbudowana pewnością była chęć dopełnienia architektury katedry. Budowa baptysterium ukończona została około roku 1180, a nadzorował ją  architekt Diotisalvi. Budynek został wzniesiony na planie koła o średnicy 35 m. Ma 54,86 m wysokości i jest największym baptysterium we Włoszech. Słynie z doskonalej akustyki. Aby ją zademonstrować zwiedzającym, co 30 minut jeden z pracowników muzeum wykonuje krótki śpiew kierując swój głos ku sklepieniu.

### Kampanila
Budowę kampanili, znanej  jako Krzywa Wieża, rozpoczęto w 1173 roku i ukończono 2 wieki później. Pod koniec XIII wieku wieża zaczęła się przechylać. Jej fundamenty sięgają zaledwie 3 m w głąb ziemi. Składa się z 7 kondygnacji, z których przyziemna udekorowana jest ślepymi arkadami, a wyższe maja formę loggii. Całość wieńczy komora dzwonna. Wieża ma 58,36 m wysokości i 15 średnicy zewnętrznej. Na jej wierzchołek prowadzą 273 stopnie schodów.

### Camposanto Monumentale
Cmentarz Camposanto jest ostatnim pomnikiem, jaki powstał na Piazza del Duomo. Jego długa, marmurowa ściana przylega do północnej strony Placu. Cmentarz został założony w 1277 roku, aby pomieścić groby, które dotychczas były rozproszone wokół katedry. W ciągu XIV wieku ściany wewnętrzne cmentarza pokryły niezwykłe freski, poświęcone tematyce życia i śmierci. Najbardziej znane to Triumf śmierci i Sąd Ostateczny Bonamica Buffalmacca. Na początku XIX wieku cmentarz zyskał – jako jeden z pierwszych cmentarzy w Europie – status muzeum publicznego. W wyniku bombardowań dokonanych w czasie II wojny światowej cmentarz poniósł straty, a jego freski zostały niemal całkowicie zniszczone. Po zakończeniu wojny cmentarz został odrestaurowany, a większość zachowanych fresków, wraz z odkrytymi pod nimi szkicami przygotowawczymi (tzw. sinopiami), została przeniesiona do Museo delle Sinopie w Pizie.

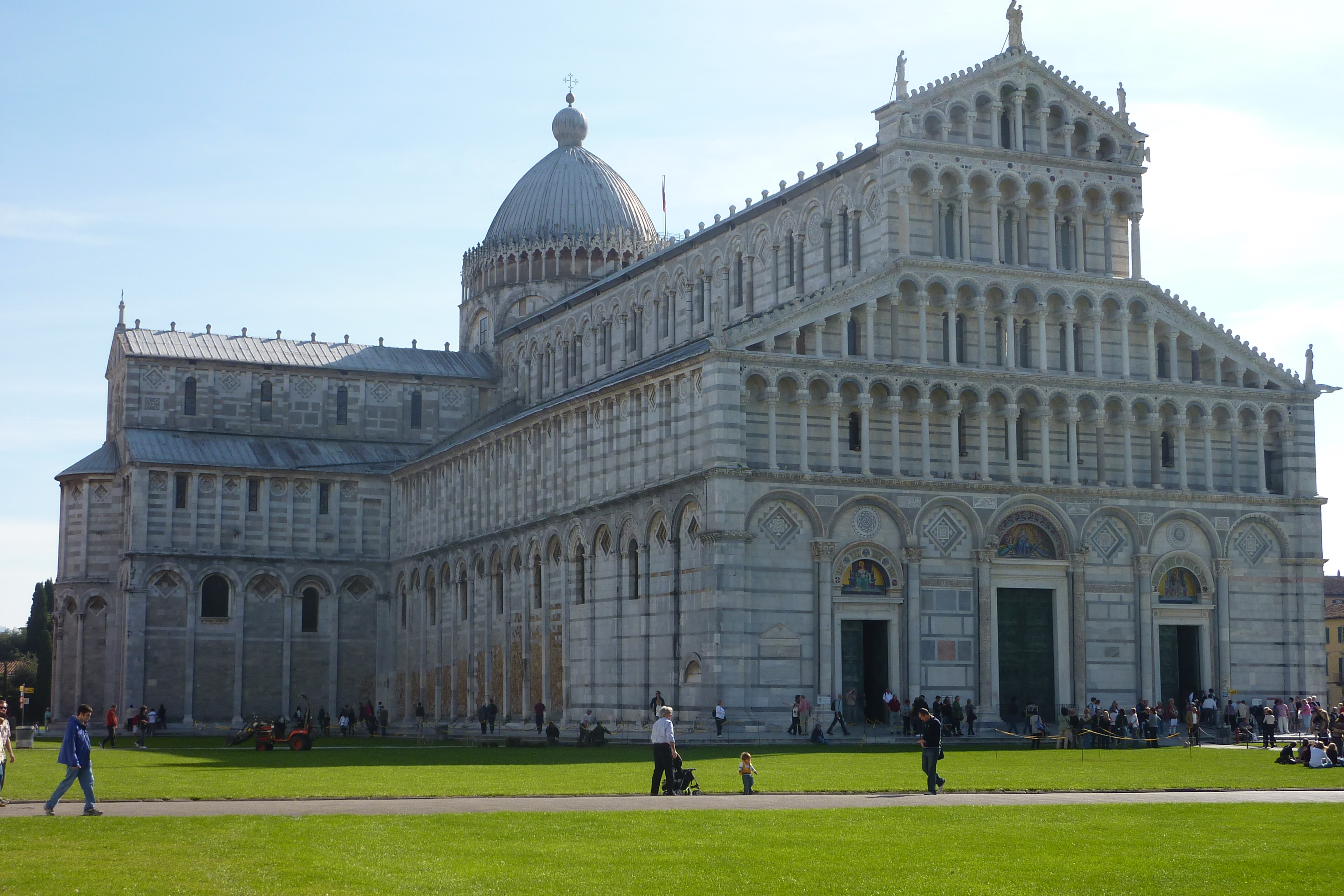
Katedra
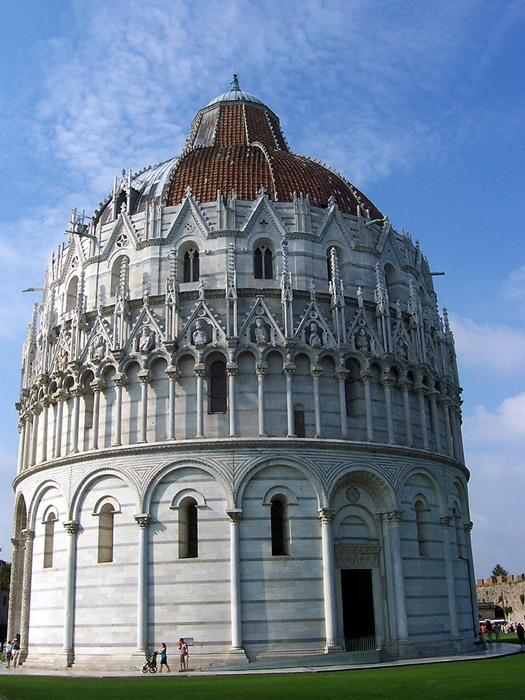
Baptysterium
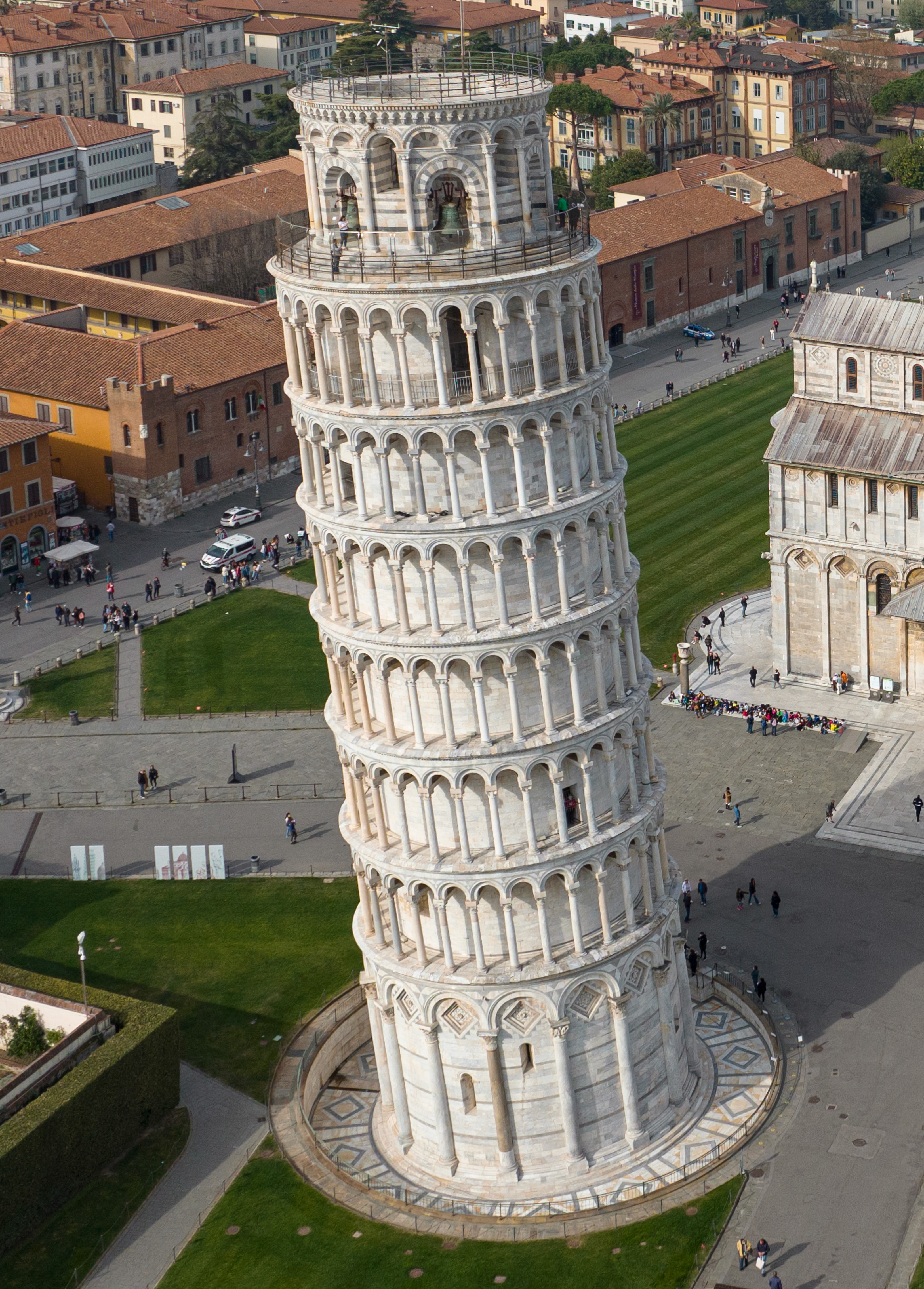
Kampanila
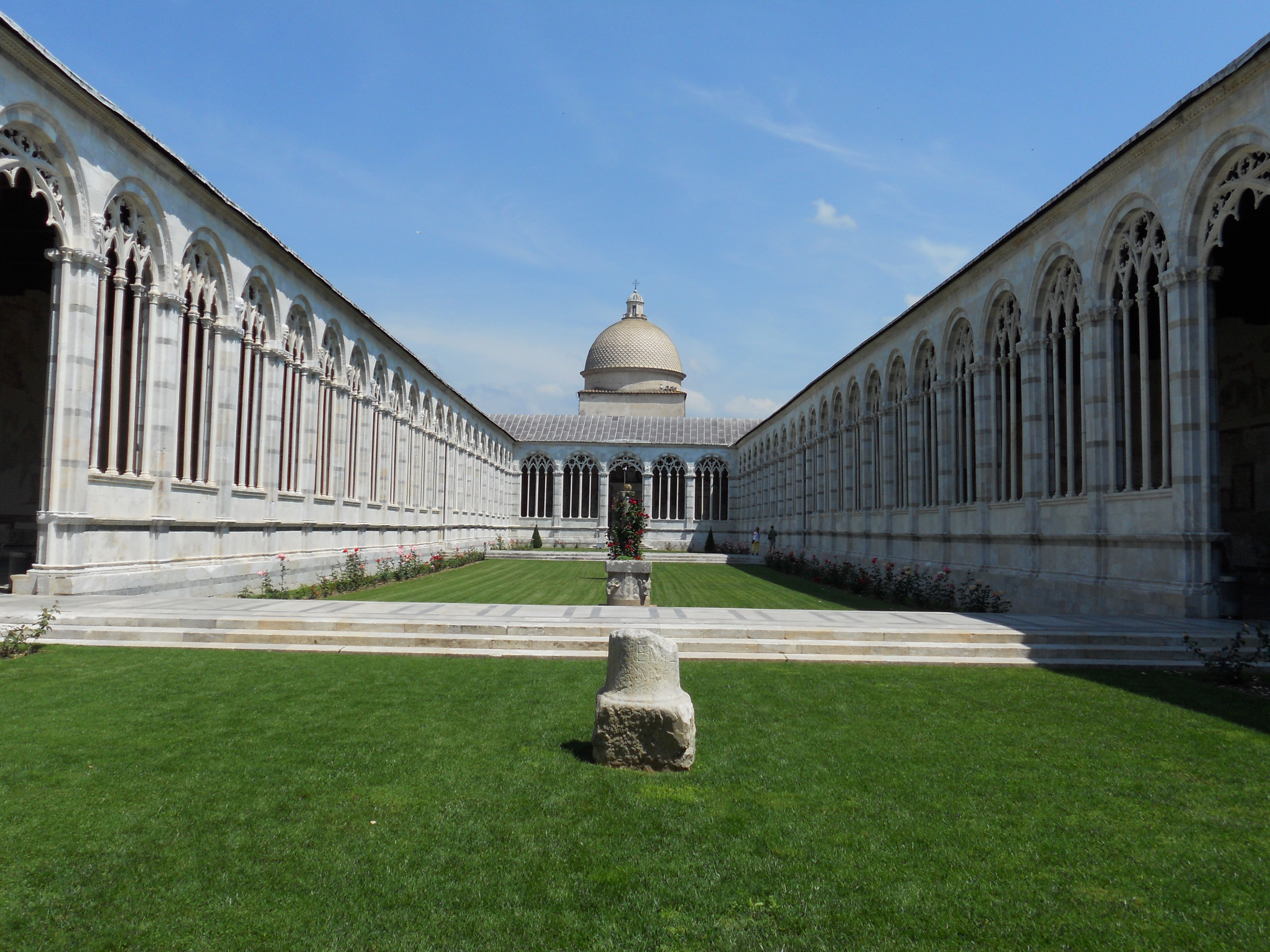
Cmentarz